# Karl Ansén
Karl "Kalle" Anshelm Ansén, född 26 juli 1887 i Stockholm, död 20 juli 1959 i Morgongåva, var en svensk amatörfotbollsspelare (anfallare) som var uttagen som reserv till Sveriges första fotbollslandkamp genom tiderna, mot Norge den 12 juli 1908. Det visade sig dock att Ansén skulle få starta matchen som vänsterytter då Djurgårdens Samuel Lindqvist fått förhinder.
Ansén togs sedan ut till de svenska fotbollstrupperna i OS 1908 och OS i Stockholm 1912 där han spelade i alla Sveriges sammanlagt fyra matcher.
Ansén, som under sin klubbkarriär tillhörde AIK och där vann 3 SM-guld, spelade under åren 1908-15 sammanlagt 17 landskamper (0 mål).

## Meriter

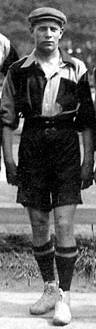
Ansén 1908 efter hans och Sveriges första landskamp

### I klubblag
AIK
- Svensk mästare (3): 1911, 1914, 1916

### I landslag
Sverige
- Uttagen i Sveriges första fotbollslandslag någonsin, mot Norge 12 juli 1908
- Uttagen till OS (2): 1908, 1912 (spelade i Sveriges bägge matcher i båda turneringarna)
- 17 landskamper, 0 mål

### Individuellt
- Mottagare av Stora grabbars och tjejers märke, år 1926

### Webbsidor
- Karl Ansén på Svenska Fotbollförbundets webbplats
- Karl Ansén på Sveriges Olympiska Kommittés webbplats
- Ansén på aik.se
- Lista på landskamper, svenskfotboll.se, läst 2013 01 29
- "Olympic Football Tournament Stockholm 1912", fifa.com, läst 2013 01 29